# SEPT12
SEPT12 (англ. Septin 12) – білок, який кодується однойменним геном, розташованим у людей на короткому плечі 16-ї хромосоми. Довжина поліпептидного ланцюга білка становить 358 амінокислот, а молекулярна маса — 40 748.
| 10         |  | 20         |  | 30         |  | 40         |  | 50         |
| ---------- |  | ---------- |  | ---------- |  | ---------- |  | ---------- |
| MDPLRRSPSP |  | CLSSQPSSPS |  | TPPCEMLGPV |  | GIEAVLDQLK |  | IKAMKMGFEF |
| NIMVVGQSGL |  | GKSTMVNTLF |  | KSKVWKSNPP |  | GLGVPTPQTL |  | QLHSLTHVIE |
| EKGVKLKLTV |  | TDTPGFGDQI |  | NNDNCWDPIL |  | GYINEQYEQY |  | LQEEILITRQ |
| RHIPDTRVHC |  | CVYFVPPTGH |  | CLRPLDIEFL |  | QRLCRTVNVV |  | PVIARADSLT |
| MEEREAFRRR |  | IQQNLRTHCI |  | DVYPQMCFDE |  | DINDKILNSK |  | LRDRIPFAVV |
| GADQEHLVNG |  | RCVLGRKTKW |  | GIIEVENMAH |  | CEFPLLRDLL |  | IRSHLQDLKD |
| ITHNIHYENY |  | RVIRLNESHL |  | LPRGPGWVNL |  | APASPGQLTT |  | PRTFKVCRGA |
| HDDSDDEF   |  |            |  |            |  |            |  |            |

A: Аланін

C: Цистеїн

D: Аспарагінова кислота

E: Глутамінова кислота

F: Фенілаланін

G: Гліцин

H: Гістидин

I: Ізолейцин

K: Лізин

L: Лейцин

M: Метіонін

N: Аспарагін

P: Пролін

Q: Глутамін

R: Аргінін

S: Серин

T: Треонін

V: Валін

W: Триптофан

Задіяний у таких біологічних процесах, як клітинний цикл, поділ клітини, диференціація клітин, сперматогенез, альтернативний сплайсинг. 
Білок має сайт для зв'язування з нуклеотидами, ГТФ. 
Локалізований у цитоплазмі, цитоскелеті, ядрі, клітинних відростках, війках.